# Giulio Del Tredici
Giulio Del Tredici (Somma Lombardo, 23 marzo 1933 – Milano, 14 novembre 1994) è stato uno scrittore italiano.

## Biografia
Giulio Del Tredici nacque a Coarezza, piccola frazione nel comune di Somma Lombardo nel 1933. Esordì nel 1978 con il romanzo Tarbagatai (Premio Viareggio opera prima narrativa 1979) al quale fece seguito nel 1981 Uno in meno. Infine nel 1987 diede alle stampe la raccolta di racconti Quaranta la pecora la canta.
Il 14 novembre 1994 venne trovato morto per infarto nella sua abitazione milanese dalla sua compagna di vita, Eva Curioni.

## Opere
- Tarbagatai, Torino, Einaudi, 1978. [3][4]
- Uno in meno, Milano, Feltrinelli, 1981.
- Quaranta la pecora la canta, Scheiwiller 1987